# Приватизация воды
Приватизация воды — передача услуг по контролю за водными ресурсами и / или управлению водными ресурсами частным компаниям.
Приватизация водных ресурсов является недостаточной для участия частного сектора в предоставлении услуг водоснабжения и санитарии. Этот вопрос вызывает множество споров в настоящее время. Сторонники участия частного сектора утверждают, что это привело к повышению эффективности и качества обслуживания коммунальных услуг. Утверждается, что он увеличил инвестиции и способствовал расширению доступа. В качестве успешных примеров они приводят Манилу, Гуаякиль в Эквадоре, Бухарест, несколько городов в Колумбии и Марокко, а также Кот-д’Ивуар и Сенегал. Однако критики утверждают, что участие частного сектора привело к повышению тарифов и превратило общественное благо в частное. Многие считают, что приватизация водных ресурсов несовместима с обеспечением международного права человека на воду. Несостоявшиеся приватизации в Кочабамбе, Боливия, и Дар-эс-Саламе, Танзания, а также частные системы водоснабжения в Джакарте и Берлине являются неудачными примерами. В 2019 году Австрия запретила приватизацию водоснабжения при помощи конституции.
Цифры о том, сколько людей получают воду из частного сектора, противоречивы: один источник утверждает, что 909 миллионов человек были обслужены «частными игроками» в 2011 году по всему миру, по сравнению с 681 миллионом человек в 2007 году. Эта цифра включает людей, обслуживаемых государственными компаниями, которые просто выделили частному сектору финансирование, строительство и эксплуатацию части своих активов, таких как станции водоснабжения или очистки сточных вод. По оценкам Всемирного банка, численность городского населения, непосредственно обслуживаемого частными компаниями водоснабжения в развивающихся странах, в 2007 году была значительно ниже-170 млн человек. Среди них только около 15 миллионов человек, обслуживаются частными коммунальными службами. Остальная часть обслуживается частными компаниями под государственным управлением в рамках концессионных, арендных и управленческих контрактов.

## История
Частные водоканалы были распространены в Европе, США и Латинской Америке в середине и конце XIX-го века. Их важность постепенно исчезла к началу XX-го века, поскольку они оказались неспособными к расширению и коммунальные услуги, находящиеся в государственной собственности, стали сильнее. Второй глобальный рассвет частных водоканалов наступил в начале 1990-х годов после приватизации Тэтчер в Англии и Уэльсе, падения коммунизма и последующего глобального акцента на политику свободного рынка. Всемирный банк и Международный валютный фонд сыграли важную роль в этом процессе, выдвинув свои условия кредитования. Однако некоторые приватизационные проекты в области водоснабжения провалились, особенно в 2000 году в Кочабамбе, Боливия, что открыло путь к новому прагматизму и ослаблению акцента на приватизации.
В Англии и Уэльсе появление первых частных водных компаний датируется XVII веком. В 1820 году в Лондоне действовали шесть таких предприятий. Однако рыночная доля частных водных компаний в Лондоне снизилась с 40 % в 1860 году до 10 % в 1900 году. В 1980-х годах их доля по всей Англии и Уэльсу составляла около 25 %. Ситуация полностью изменилась в 1989 году, когда консервативное правительство Маргарет Тэтчер приватизировало все общественные водопроводные и канализационные компании в Англии и Уэльсе. В Шотландии местные органы власти во главе с Лейбористской партией держали системы водоснабжения в общественных руках.
Водный сектор во Франции всегда характеризовался сосуществованием государственного и частного управления, причем их соответствующие доли изменялись с течением времени. Двумя крупнейшими частными компаниями являются Veolia Environnement, и Suez Environnement. В конце XIX-го века муниципальные власти, недовольные высокими тарифами и отсутствием расширения сетей до бедных районов, не возобновили частные концессии и создали вместо них коммунальные предприятия, находящиеся в муниципальной собственности. Доля частных компаний водоснабжения снизилась до 17 % в 1936 году. Доля частного сектора постепенно увеличивалась до 32 % к 1954 году, 50 % к 1975 году и 80 % к 2000 году с использованием новой модели: вместо концессионных договоров, которые возлагали ответственность за финансирование инвестиций на частную компанию, новые договоры аренды делали частную компанию ответственной только за эксплуатацию и техническое обслуживание, в то время как крупные инвестиции стали ответственностью муниципалитетов. Французские водные компании также избежали национализации после войны и позже при президенте Франсуа Миттеране, потому что центральное правительство не хотело вмешиваться в автономию муниципалитетов и не желало финансировать крупные проекты. Водоснабжение Парижа было приватизировано в 1985 году, когда консервативный мэр заключил два договора аренды, каждый из которых охватывает половину города.
В Испании частные водные компании сохранили свои позиции, продвигая глобальную тенденцию в конце XIX-го и начале 20-го века. Крупнейшая частная водная компания в Испании — Aguas de Barcelona. Первоначально созданная французскими и бельгийскими инвесторами, была продана испанским инвесторам в 1920 году.
В Германии британская частная водная компания создала первую водопроводную систему и очистную станцию в Берлине в 1852 году, но город, недовольный отсутствием инвестиций, в частности, в канализацию, отменил контракт в 1873 году. В водном секторе Германии всегда доминировали коммунальные предприятия, находящиеся в муниципальной собственности. Несмотря на это, система водоснабжения Берлина была частично приватизирована в 1999 году по финансовым причинам.
В Соединённых Штатах в 1850 году 60 % водопроводных систем находились в частной собственности. Эта доля снизилась до 30 % в 1924 году. По состоянию на 2010 год, 2000 объектов водоснабжения и водоотведения в США эксплуатировались в рамках государственно-частного партнёрства, совместных усилий между частной группой и муниципалитетом, в котором она работала.
Европейские и местные частные водные компании расширились в Латинской Америке, Африке и Азии во второй половине 19-го века, в то время как их значение в Европе уменьшилось. В Уругвае водоснабжение осуществлялось в частном порядке с 1867 по 1950 год; в Буэнос-Айресе, Аргентина, в течение короткого периода с 1887 по 1891 год и снова с 1993 по 2006 год; в Каире и Александрии, Египет, с 1867 по 1956 год; в Бейруте, Ливан, с 19 века по 1951 год; в Шанхае, Китай, с 1875 по 1949 год; в Касабланке, Марокко, с 1914 по 1962 год и затем снова после 1997 года; в Сенегале до 1971 года и затем снова после 1996 года; и в Кот-д’Ивуаре с колониальных времен до сегодняшнего дня без перерыва.
В Центральной и Восточной Европе частные компании расширились в конце 1990-х годов, особенно в Болгарии, Венгрии, Румынии и Чехии.
В 2019 году Австрия запретила приватизацию водоснабжения через свою конституцию.

## Формы приватизации
В целом, существует две формы участия частного сектора в водоснабжении и санитарии. При полной приватизации активы постоянно продаются частному инвестору. В рамках государственно-частного партнёрства собственность на активы остается публичной, и только определённые функции делегируются частной компании на определённый период. Полная приватизация водоснабжения и санитарии является сегодня исключением, будучи ограниченной Англией, Чили и некоторыми городами в Соединённых Штатах. Государственно-частное партнёрство (ГЧП) сегодня является наиболее распространенной формой участия частного сектора в водоснабжении и санитарии.
Наиболее распространенными формами ГЧП в порядке повышения ответственности частного партнёра являются:
- договор управления, в соответствии с которым частная компания несёт ответственность только за запуск системы, в обмен на плату, которая в некоторой степени связана с производительностью. Инвестиции финансируются и осуществляются государственным сектором. Продолжительность, как правило, 4-7 лет.
- договор аренды, по которому имущество сдается в аренду частной компании, получающему долю выручки. Таким образом, он обычно несёт более высокий коммерческий риск, чем по договору управления. Инвестиции полностью или по большей части финансируются и осуществляются государственным сектором. Продолжительность, как правило, 10-15 лет.
- смешанная компания, в которой частный инвестор занимает миноритарную долю в водной компании с полной ответственностью за управление, возложенной на частного партнёра.
- концессия, в соответствии с которой частная компания несёт ответственность за работу всей системы. Инвестиции в основном или полностью финансируются и осуществляются частной компанией. Продолжительность, как правило, 20-30 лет.

Концессии являются наиболее распространенной формой ГЧП в области водоснабжения и санитарии. За ними следуют договоры аренды, также называемые аффермажами, которые чаще всего используются во Франции и во франкоязычной Западной Африке. Контракты на управление используются, в частности, в Саудовской Аравии, Алжире и Армении. Компании со смешанной собственностью наиболее распространены в Испании, Колумбии и Мексике.
Концессия на строительство нового завода называется контрактом Build-Operate-Transfer (BOT). По договору ВОТ частный оператор заключает договор с коммунальным предприятием, которое приобретает услуги по очистке воды или сточных вод.

## Причины
Причины приватизации водных ресурсов варьируются от одного случая к другому, и они часто определяют выбор способа приватизации: договоры управления и аренды используются для повышения эффективности и улучшения качества обслуживания, в то время как продажа активов и концессии в первую очередь направлены на снижение фискальной нагрузки или расширение доступа. Свою роль играют также идеологические мотивы и внешние воздействия. Часто несколько из вышеперечисленных причин объединяются.

### Повышение эффективности и улучшение качества обслуживания
В Алжире, Саудовской Аравии, Колумбии и Кубе повышение эффективности и улучшение качества услуг являются важными причинами для приватизации водных ресурсов. Сторонники утверждают, что коммунальные услуги могут плохо управляться. Это может проявляться в виде низкого сбора счетов, высоких потерь воды (недоходной воды) более 50 % и прерывистого водоснабжения, иногда длящегося всего несколько часов в день или несколько дней в неделю.

### Внешнее влияние
Организации, такие как Всемирный банк и Международный валютный фонд (МВФ), часто играют определённую роль, как это было в Боливии и в ряде африканских стран. Это может принимать форму программ структурной перестройки. Другие учреждения по оказанию помощи также поддержали приватизацию водных ресурсов. К ним относятся Межамериканский банк развития (например, в Гондурасе, Колумбии и Эквадоре), Азиатский банк развития (например, в Китае), Европейский банк реконструкции и развития в Восточной Европе, немецкое сотрудничество в области развития через KfW (например, в Албании, Армении, Иордании и Перу), французское сотрудничество в области развития (например, в Сенегале) и Министерство международного развития Великобритании (например, в Танзании и Гайане). В Великобритании Всемирное движение развития выступило против поддержки приватизации водных ресурсов посредством помощи со стороны Великобритании.

### Фискальные мотивы
В некоторых случаях, когда доступ уже является универсальным, а качество услуг-хорошим, преобладают фискальные мотивы, как это было в Берлине, Германии и Чили. В Берлине правительство штата продало 49,9 % акций своего водоканала в 1999 году за 1,69 млрд евро в обмен на гарантированную прибыль для частных акционеров в размере процентной ставки по 10-летним государственным облигациям плюс 2 %, как указано в контракте, который держался в тайне до тех пор, пока референдум не вынудил правительство штата сделать его публичным. В результате тарифы выросли (только в 2004 году на 15 %), а доходы правительства штата от компании снизились по сравнению с ситуацией до приватизации (168 млн евро прибыли для государства в 1997 году по сравнению с 10 млн евро убытка в 2003 году). В Чили, где до приватизации не существовало очистных сооружений, желание правительства финансировать их строительство за счет внебюджетных средств привело к приватизации в 1998 году.

## Последствия приватизации
Данные о влиянии приватизации водных ресурсов неоднозначны. Часто сторонники и противники приватизации водных ресурсов подчеркивают те примеры, исследования, методы и показатели, которые подтверждают их соответствующую точку зрения. Как и в любом эмпирическом исследовании, на результаты влияют используемые методы. Например, некоторые исследования просто сравнивают ситуацию до приватизации с ситуацией после её осуществления. Более сложные исследования пытаются сравнить изменения в частных коммунальных службах с изменениями в государственных коммунальных службах, которые работают в аналогичных условиях в течение того же периода. Вторая группа исследований часто использует эконометрические методы. Результаты также зависят от выбора показателя, используемого для измерения воздействия: одним из общих показателей является увеличение доступа к водоснабжению и канализации. Другими показателями являются изменения в тарифах, инвестициях, болезнях, передаваемых через воду, или показатели качества услуг (например, непрерывность поставок или качество питьевой воды) и эффективности (например, потери воды или производительность труда).

### Воздействие на доступ
Сравнительное исследование, проведенное Всемирным банком до и после приватизации, анализирует, как развивались доступ, качество услуг, оперативная эффективность и тарифы в рамках 65 государственно-частных партнёрств в области городского водоснабжения в развивающихся странах. По оценкам исследования, «проекты ГЧП обеспечили доступ к водопроводной воде для более чем 24 миллионов человек в развивающихся странах с 1990 года». Частные предприниматели вносят незначительный вклад в плане финансирования, которое в значительной степени обеспечивается за счет тарифных поступлений и помощи в целях развития. Исследование, в котором сравнивались изменения в рамках ГЧП с изменениями, которые произошли в коммунальных службах, находящихся под государственным управлением в течение того же периода в Аргентине, Боливии и Бразилии, показало, что доступ к водоснабжению увеличился как для коммунальных служб, находящихся под частным, так и под государственным управлением в одинаковой степени. В исследовании делается вывод о том, что «участие частного сектора само по себе, возможно, не несет ответственности за эти улучшения». Другие утверждали, что приватизация часто связана с повышением тарифов, что снижает доступность ресурсов для бедных домохозяйств. Приватизация воды может затруднить доступ к воде. Когда коммерческие компании инвестируют в систему водоснабжения, желание получить прибыль от инвестиций может создать самую тяжёлую систему распределения. В этом случае желание обустраивать бедные районы уменьшается, потому что бедные не могут платить тарифы, какими бы малыми они ни были. С другой стороны, инвестиции направляются на улучшение доступности в более богатых районах, где люди могут платить по тарифам. Таким образом, потребность водоканала в получении адекватной отдачи удовлетворяется путем подачи воды только тем, кто может заплатить. Однако приватизация водоснабжения может в некоторых случаях привести к расширению услуг в районах с низким уровнем доходов. Городская беднота, не имеющая официального доступа к воде, может иметь относительно высокую готовность платить, поскольку она может страдать от ещё более высоких тарифов, обычно взимаемых неофициальными поставщиками воды.

### Воздействие на здоровье
Исследование влияния приватизации водных ресурсов на здоровье, измеренное детской смертностью, показало, что в период с 1991 по 1997 год в Аргентине детская смертность снизилась на 8 % больше в городах, которые приватизировали свои услуги водоснабжения и канализации, по сравнению с теми, которые остались под государственным или кооперативным управлением. Наибольший эффект был отмечен в беднейших районах (разница в сокращении составила 26 %). Основной причиной стало большее расширение доступа к воде в городах с приватизированными коммунальными услугами. Это увеличение было сосредоточено в более бедных районах, которые не получали услуг до того, как было введено участие частного сектора.

### Влияние на тарифы
Почти во всех случаях тарифы на воду увеличивались в долгосрочной перспективе в рамках приватизации. В некоторых случаях, например в Буэнос-Айресе и Маниле, тарифы сначала снижались, а затем повышались выше их первоначального уровня. В других случаях, например в Кочабамбе или Гайане, тарифы были повышены во время приватизации. В некоторых случаях в странах Африки к югу от Сахары, где значительная часть инвестиций финансируется за счет помощи в целях развития, тарифы не повышались в течение длительного периода. Например, в реальном выражении тарифы оставались стабильными в Сенегале, в то время как в Габоне они снизились на 50 % за пять лет (2001—2006 годы) и на 30 % за десять лет в Кот-д’Ивуаре (1990—2000 годы). Несмотря на эти исключения, повышение тарифов является правилом в долгосрочной перспективе. Однако почти во всех случаях первоначальные тарифы были значительно ниже уровня возмещения расходов, иногда покрывая лишь часть расходов на предоставление услуг. Таким образом, повышение тарифов было бы необходимо и при государственном управлении, если бы правительство хотело сократить субсидии. На величину роста тарифов влияет не только рентабельность частных компаний, но и в значительной степени эффективность коммунальных услуг с точки зрения потерь воды и производительности труда.
Однако исследование расходов домашних хозяйств на водоснабжение в городах, находящихся под частным и государственным управлением в США, приходит к выводу, что «независимо от того, принадлежат ли водные системы частным фирмам или правительствам, в среднем это просто не имеет большого значения».

### Влияние на эффективность
В исследовании Всемирного банка утверждается, что наиболее последовательным улучшением, достигнутым благодаря государственно-частному партнёрству в области водоснабжения, стала оперативная эффективность. Таким образом, частные компании внесли значительный косвенный вклад в финансирование за счет повышения эффективности, что позволило коммунальным предприятиям финансировать внутренние инвестиции вместо того, чтобы полагаться на больший объём задолженности.
В более раннем документе Всемирного банка рассматриваются шесть эмпирических исследований о влиянии частного управления на эффективность водохозяйственных предприятий в Африке, Азии, Аргентине и Бразилии. Он пришёл к выводу, что в некоторых исследованиях были найдены доказательства более высокой эффективности затрат частных компаний и улучшения в результате приватизации, но общие данные свидетельствуют о том, что «нет статистически значимой разницы между эффективностью работы государственных и частных компаний в этом секторе». Обзор, проведенный Азиатским банком развития в 2008 году, показывает, что из 20 рассмотренных исследований только три показывают конкретные доказательства повышения технической эффективности или сокращения расходов в рамках частного управления.

### Рентабельность
Эмпирическое исследование 34 концессий в девяти латиноамериканских странах в 90-е годы, включая 10 концессий на воду в 5 странах (3 в Аргентине, 1 в Боливии, 1 в Бразилии, 3 в Чили и 2 в Колумбии), позволило оценить рентабельность концессий по сравнению со стоимостью капитала частных компаний. Согласно исследованию, вопреки общественному мнению, финансовая отдача от частных инфраструктурных концессий была скромной. Средняя годовая доходность на вложенный капитал составила 7 %. Для ряда концессий доходность была ниже стоимости капитала. В среднем концессии в области телекоммуникаций и энергетики идут гораздо лучше, чем концессии в области водоснабжения. 7 из 10 концессий на воду имели отрицательную норму прибыли, а две концессии имели доходность, которая была ниже стоимости капитала частных компаний.